# Criminal (serie de televisión)
Criminal es una serie de televisión de Colombia producida por Ideas del Sur para Caracol Televisión en 2006. es una adaptación de la serie homónima argentina. Esta protagonizada por Robinson Díaz y Tania Fálquez; y dirigida por Diego Mejía y Germán Porras. 
La serie es emitida en 2011 por el canal LATV para Estados Unidos.

## Sinopsis
Alejandro, chofer de oficio, trabaja al lado de su padre para sostener a sus seres queridos y a su novia, próxima a tener su primer hijo. De manera humilde pero honesta, padre e hijo sostienen una relación basada en los valores familiares y la integridad como individuos, pero un golpe del destino lleva a Alejandro a ser testigo mudo de un crimen y es visto por los agresores justo cuando está abandonando el lugar en el carro que les da su sustento.
Sin siquiera pensar en denunciar el hecho, Alejandro sigue su vida pero los criminales no piensan dejar cabos sueltos y salen en su búsqueda para callarlo, sin contar que en el carro no va Alejandro, sino Luis, que es asesinado de forma despiadada, no sin antes lograr conectarse con su hijo a través del radioteléfono, quien escucha los últimos minutos quejumbrosos de su padre antes de morir. 
La impotencia para salvar a su padre, convierten a Alejandro en un ser sombrío que en su ánimo de venganza solo logra que su corazón deje de latir con amor y se enfrente al mundo con la misma sangre fría de aquellos que le cambiaron la vida.

## Elenco
- Robinson Díaz - Alejandro Ruiz 'El Vengador'
- Tania Fálquez - Marcela Linares
- Astrid Junguito - Zulema de Ruiz
- María Soledad Rodríguez - Ana Pereira
- Róger Moreno - Tino Ruiz
- Constanza Gutiérrez - Carmen Pereira de Rovira
- Elkin Díaz - Walter Rovira
- Jimmy Vásquez -  Fernando Sanjuán
- Ricardo Leguízamo -  Allan
- Consuelo Moure - Victoria
- Hernán Méndez -  Rodrigo Roca 'El Mono'
- Silvio Ángel - Concejal Peñaranda
- Luis Fernando Orozco - Luis Ruiz
- Anderson Barbosa - Tomas
- Andrés Salazar - Charly
- Liz Fransheska Blanco - María Claudia
- Héctor García - "Cordero"
- Mateo Rueda - Marquitos
- Luz Estrada - Camarazza
- Andrés Sanchez - Paco Rovira
- Christian Tappan - Santibáñez
- Freddy Flórez - Pedro Buritaca
- Raúl Gutiérrez - Doctor Ordóñez
- Paola Díaz- Lulli
- Félix Antequera - Eliseo
- Mónica Ossa - Valentina
- Adriana Osorio - Delia
- Aura Helena Prada - Clara
- Margoth Velásquez - Amelia
- Waldo Urrego - Capitán Flores
- Pedro Roda - López

## Versiones
- En Argentina, se emitió su versión original con este mismo nombre. Protagonizada por los actores argentinos Diego Peretti e Inés Estévez.